# Ellen Brockhöft

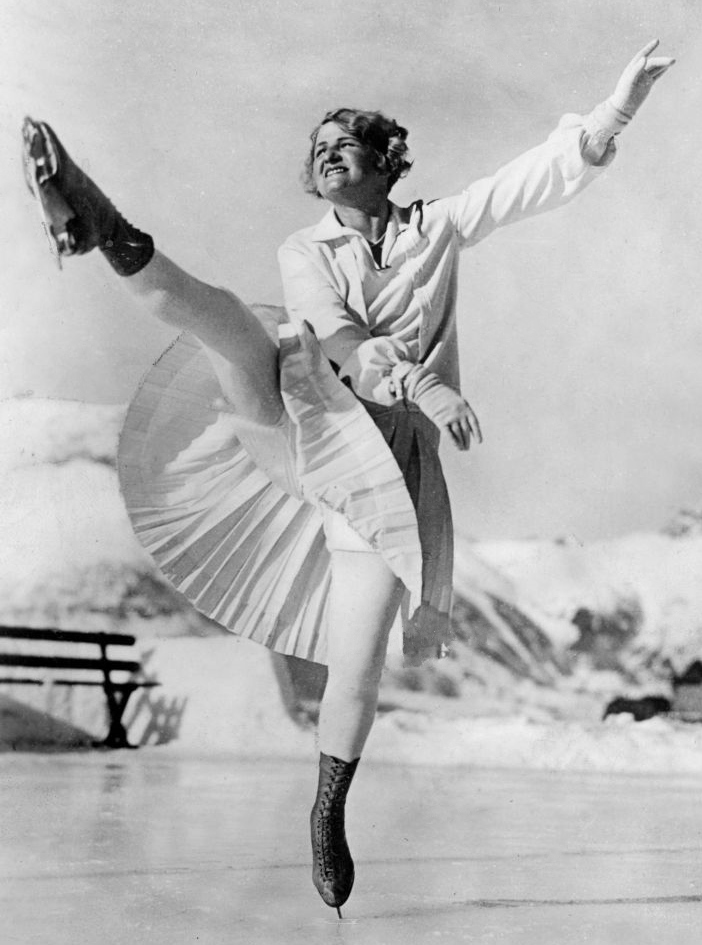
Ellen Brockhöft under 1920-talet.

Ella Gertrud Auguste "Ellen" Brockhöft, senare Henseler, född Rehra 29 april 1893 i Berlin, död 19 december 1977 i Bonn, var en tysk konståkerska som deltog i olympiska spelen i Sankt Moritz 1928.